# Ernst Schwarz (germanista)
Ernst Schwarz (19. června 1895 Nový Bor – 14. dubna 1983 Buckenhof u Erlangenu) byl německý germanista zaměřující se na německé dialekty, jejich vztah k slovanskému působení v českých zemích.

## Život
Po vojenské službě za první světové války absolvoval Německou univerzitu v Praze roku 1920, poté učil, roku 1923 se habilitoval na univerzitě v oboru germánské filologie. Po vstupu do NSDAP v roce 1939 byl děkanem filosofické fakulty Karlovy univerzity v letech 1939–1941. Po roce 1945 byl z Československa odsunut a učil v Řezně a v letech 1955–1963 na univerzitě v Erlangenu.

## Dílo

### Monografie
- Die Ortsnamen des östlichen Oberösterreich (Dissertation 1920)
- Unsere Mundart. Reichenberg o. J. (okolo 1927)
- Die Ortsnamen der Sudetenländer als Geschichtsquelle. 1. vydání 1931, 2. vydání München 1961
- Sudetendeutsche Sprachräume. 1. vydání 1935, 2. vydání München 1962
- Sudetendeutsches Flurnamenbuch, Hrsg. i. A. der Kommission f. Sudetendeutsche Flurnamenforschung von Ernst Schwarz. Bände 1 (1935) – 4 (1941), Reichenberg.
- Die volksgeschichtlichen Grundlagen der Iglauer Volksinsel. Prag 1943
- Deutsche Namenforschung. 2 Bände, Band 1: Ruf- und Familiennamen. Göttingen 1949/1950
- Deutsche Mundartforschung. 2 Bände, Göttingen 1950/51
- Deutsche und Germanische Philologie. Heidelberg 1951
- Goten, Nordgermanen, Angelsachsen. Studien zur Ausgliederung der germ. Sprachen. Bern, München 1951
- Sudetendeutsches Wörterbuch, Wörterbuch der deutschen Mundarten in Böhmen und Mährisch-Schlesien. (in Lieferungen); begr. von Ernst Schwarz, betreut von Franz J, Beranek; hrsg. im Auftrag des Collegium Carolinum von Heinz Engels; Oldenbourg Verlag München
- Germanische Stammeskunde, 5. Reihe : Handbücher und Gesamtdarstellung zur Literatur- und Kulturgeschichte. Heidelberg 1956, nově vydáno 2010: ISBN 978-3-938586-10-5
- Sudetendeutsche Familiennamen aus vorhussitischer Zeit. 1957
- Die Herkunft der Siebenbürger und Zipser Sachsen, Ostmitteldeutsche, Rheinländer im Spiegel der Mundarten. München 1957
- Sudetendeutscher Wortatlas. 3 Bände. München 1954–1958
- Atlas zur Geschichte der Deutschen Ostsiedlung. Bielefeld, Hannover, Berlin 1958
- Sprache und Siedlung in Nordostbayern. (Erlanger Beiträge zur Sprach- und Kunstwissenschaft 4). Nürnberg 1960
- Volkstumsgeschichte der Sudetenländer. 4 Bände, Band 1: Böhmen, Band 2: Mähren-Schlesien. 1961–1965
- Volkstumsgeschichte der Sudetenländer. 2 Bände, 1965/66
- Germanische Stammeskunde zwischen den Wissenschaften. Konstanz 1967
- Kurze deutsche Wortgeschichte. Wissenschaftliche Buchgesellschaft, Darmstadt 1967, 2. vydání 1982
- Der Ackermann aus Böhmen des Johannes von Tepl und seine Zeit. Wissenschaftliche Buchgesellschaft, Darmstadt 1968
- Zur germanischen Stammeskunde : Aufsätze zum neuen Forschungsstand. Wissenschaftliche Buchgesellschaft, Darmstadt 1972
- Sudetendeutsche Familiennamen des 15. und 16. Jahrhunderts. München 1973
- Probleme der Namenforschung im deutschsprachigen Raum. 1977